# لانس باس
لانس باس (بالإنجليزية: Lance Bass)‏‏ (4 مايو 1979) هو ممثل وراقص ومغني ومُنتج تلفزيوني ومؤلف أمريكي الجنسية، ولدَ وعاش في المسيسيبي في الولايات المتحدة، ازدادت شُهرته كمُغني باس لفرقة البوب الأمريكية فرقة فتيان إن سينك.

## الأعمال

### أفلام
- زولاندر (2001)
- الحب المدمر (2005) (بدور: دان)
- أنا الآن أعلن أنكما تشاك ولاري (2007)
- الرعد الاستوائي (2008)

### مسلسلات
- الجنة السابعة (2000) (بدور: ريك بالمر)
- عائلة سيمبسون (2001)
- دامو ستحيل (2004) (بدور: روبي)
- الدجاجة الآلية (2005)
- ماني الحرفاني (2006) (بدور: إليوت)
- دروب ديد ديفا (2011)
- غرافيتي فولز (2012)
- بوجاك هورسمان (2015)
- يد الإله (2015) (بدور: جيري)

### ألعاب فيديو
- كينغدوم هارتس (2002)
- كينغدوم هارتس إتش دي 1.5 ريمكس (2013)

## روابط خارجية
- لانس باس على موقع IMDb (الإنجليزية)
- لانس باس على موقع ميتاكريتيك (الإنجليزية)
- لانس باس على موقع روتن توميتوز (الإنجليزية)
- لانس باس على موقع ألو سيني (الفرنسية)
- لانس باس على موقع ميوزك برينز (الإنجليزية)
- لانس باس على موقع رولينغ ستون (الإنجليزية)
- لانس باس على موقع أول موفي (الإنجليزية)
- لانس باس على موقع قاعدة بيانات برودواي على الإنترنت (الإنجليزية)
- لانس باس على موقع قاعدة بيانات الأفلام السويدية (السويدية)
- لانس باس على موقع إن إن دي بي (الإنجليزية)